# Към звездите
„Към звездите“ (на английски: Ad Astra) е американски приключенски/научнофантастичен филм от 2019 г., режисиран от Джеймс Грей. Филмът проследява астронавт, който пътува в Космоса, за да намери своя баща, чийто експеримент заплашва Слънчевата система. Участват Брад Пит, Томи Лий Джоунс, Лив Тайлър и други.

## Актьорски състав
- Брад Пит в ролята на Рой Макбрайд
- Томи Лий Джоунс в ролята на Клифърд Макбрайд, бащата на Рой
- Лив Тайлър в ролята на Ева Макбрайд, съпругата на Рой
- Доналд Съдърланд в ролята на полковник Прут
- Рут Нега в ролята на Хелън Лантос
- Джон Ортиз в ролята на генерал Ривас

## Сюжет
Филмът разказва за астронавта Рой Макбрайд (Брад Пит), който пътува до границите на Слънчевата система, за да намери своя баща (Томи Лий Джоунс) и да разгадае мистерия, която заплашва оцеляването на хората на Земята. Пътешествието на Рой разкрива тайни, които поставят на изпитание природата на човешкото съществуване и мястото ни във Вселената.

## Възприемане

### Приходи
До 2 октомврири 2019 г. филмът е натрупал 50,2 милиона щатски долара в САЩ и Канада, както и 77 милиона долара в други страни, като общата сума възлиза на 127,2 милиона щатски долара.

### Мнение на критиците
В сайтът Rotten Tomatoes филмът има рейтинг на одобрение от 84% въз основа на 318 ревюта, със средна оценка 8,6/10. Критиците в уебсайта гласят: „Към звездите предприема визуално вълнуващо пътешествие из необятните космос, като в същото време очертава амбициозно изследване на връзката между родител и дете.“